# ألبانتشيث دي ماخينا
بلدية ألبانتشيث دي ماخينا (بالإسبانية: Albanchez de Mágina) هي بلدية تقع في مقاطعة خاين التابعة لمنطقة أندلوسيا جنوب إسبانيا.

## الديموغرافيا
بلغ عدد سكان بلدية ألبانتشيث دي ماخينا 1.229 نسمة عام 2011 (وفقاً للمعهد الوطني للإحصاء الإسباني).
| 019 | 459 | 173 | 973 | 887 | 833 | 1.229 |